# Кистендей (село)
Кистендей — село в Аркадакском районе, Саратовской области, Россия.
Входит в состав Краснознаменского сельского поселения.

## Этимология
Кистендей — производное от слова татарского происхождения «кистень» — рукоятка с утолщением на конце в виде металлического шара, а на другом конце находился темляк, который надевался на руку. Кистень носили за поясом.

## История
Село выросло из станции Кистендей. Основание Кистендея старожилы относят к 1878—1879 годам. Вначале было всего несколько домов, а когда стали прокладывать железную дорогу (1878—1879 годы), на месте села Кистендей начали вырубать леса.
После аграрной столыпинской реформы, проведенной в 1909 году, многие крестьяне в поисках лучших земель переселялись с одного места на другое. Много переселенцев появилось в Кистендее. Они селились вокруг железной дороги и в окрестных местах.
Железную одноколейную дорогу построили на средства помещиков и купцов, усадьбы которых были расположены близко к железной дороге.
Из истории: станция Кистендей находится на 169 версте от Пензы, в Балашовском уезде.
Станция в двух верстах от Бирючьего хутора и по соседству с деревнями: Кругловкой — (в 3 верстах), Беловкой — (в 4 верстах) и селом Малые Сестрёнки (в 4 верстах). Название станция получила от протекающей в двух верстах от неё речки Кистендей. При станции образовался поселок, в котором происходит скупка крестьянского хлеба, подвозимого из окрестных сел и деревень; здесь имеется мукомольная мельница и маслобойный завод М. Я. Иванова. На мельнице вырабатывается исключительно ржаная мука до 450 тысяч пудов в год, а маслобойный завод перерабатывает в год до 200 тысяч пудов подсолнечного семени.
Прилегающая к станции земля принадлежит крестьянскому поземельному банку, который устроил здесь торговые помещения и открыл базар, что должно способствовать образованию торгового центра и повлиять на увеличение подвоза на станцию грузов. Развитию подвоза грузов к станции Кистендей препятствует плохое состояние дорог, пересекающих на своем протяжении большое количество оврагов.
В 12 верстах от станции Кистендей, при деревне Сергеевке, добывается охра. Толщина пласта охры один аршин. Залегает он на глубине 2 саженей. Разработка производится около 10 лет и доходит до 10 вагонов в год; отправка этой охры производится через станцию Салтыковка линии Москва—Саратов. На станции выстроено водоемное здание такого же типа как и на заволжских линиях.
Село Кистендей является одним из крупнейших сёл района и с 1935 по 1958 год являлось центром Кистендейского района.
18 января 1935 года Постановлением ВЦИК был образован Кистендейский район Саратовской области, в состав которого вошла часть сельсоветов Ртищевского района, и Макаровского района.
30 сентября 1958 года Указом Президиума Верховного Совета РСФСР Кистендейский район был упразднён. Его территория была разделена между Аркадакским и Ртищевским районами.

## Население
| Годы      | 1959 |
| --------- | ---- |
| Население | 2025 |

| 1939 | 2002  | 2010 |
| ---- | ----- | ---- |
| 1881 | ↘1027 | ↘929 |

## Улицы
Весёлая, Дружбы, Кооперативная, Кооперативный (переулок), Луговая, Мира, Осоавиахимовская, Пожарная, Полевая, Рабочая, Садовая, Советская, Школьная.